# Банда, не умевшая стрелять
«Ба́нда, не уме́вшая стреля́ть» (англ. The Gang That Couldn't Shoot Straight) — фильм 1971 года режиссёра Джеймса Голдстоуна, комедия с детективным сюжетом. Премьера состоялась 22 декабря 1971 года в Нью-Йорке, США.

## Сюжет
Сюжет развивается вокруг конфронтации двух преступных групп: клана Баккала и его молодых противников во главе с Салли Палумбо. Молодые гангстеры хотят устранить Баккала и включить его территорию в сферу своего влияния, но тот не желает даже в мелочах уступать Салли, которого откровенно считает идиотом, что отчасти является правдой. Салли и его сообщникам не сложно убить кого-то, им сложно понять, кого и как действительно нужно убить. Безрезультатное действие — количество трупов растёт, влияние конкурентов не слабеет.

Параллельно с этим развивается романтическая линия картины. В Америку на соревнования прилетает Марио, спортсмен из итальянской команды по велосипедному спорту. Он влюбляется в Анжелу Палумбо, сестру Салли. У Салли и его амбициозной мамаши возникает «великолепный» план, как использовать неизвестного никому в Бруклине юношу для достижения своих кровавых целей.

## В ролях
- Джерри Орбах — Салли Палумбо, «Малыш»
- Ли Тейлор-Янг — Анжела Палумбо, сестра Салли
- Джо Ван Флит — Большая мамочка
- Роберт Де Ниро — Марио, влюблённый иностранец
- Лайонел Стандер — Баккала, глава мафиозного клана
- Эрве Вильшез — Беппо
- Тед Бениадис — Чёрный костюм

## Интересные факты
- В основу лёг одноимённый роман писателя и журналиста Джимми Бреслина о реально существовавшем нью-йоркском гангстере Джозефе Галло по прозвищу «Безумный Джо»
- Дословный перевод названия фильма — «Банда, не умевшая стрелять точно», звучит тяжеловесно, но многое объясняет
- Съёмки проходили в Нью-Йорке

## Критика
Адам Арсенье из DVDverdict написал: «Если вы возьмёте «Крёстного отца», вырежете все сцены с Аль Пачино, а на их место вклеите «Розовую пантеру», то вы получите нечто, жутко напоминающее «Банду, не умевшую стрелять».

## Премьера
США — 22 декабря 1971 года

 Германия — 21 июля 1972 года

 Дания — 20 декабря 1972 года

 Швеция — 25 января 1976 года